# Mariangela Melato

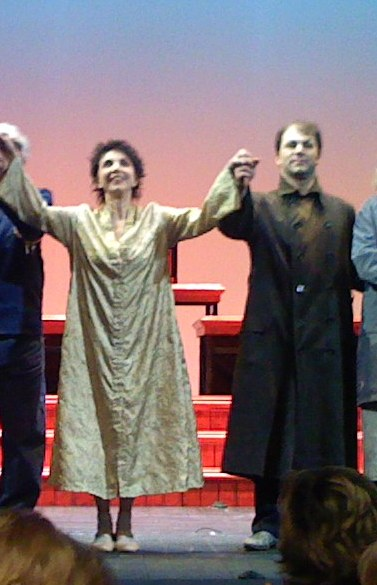
Mariangela Melato mit Fabrizio Careddu 2009 in dem Stück Der gute Mensch von Sezuan

Mariangela Melato (* 19. September 1941 in Mailand; † 11. Januar 2013 in Rom) war eine italienische Schauspielerin. Sie wurde je fünfmal mit den bedeutendsten italienischen Filmpreisen, dem David di Donatello und dem Nastro d’Argento, ausgezeichnet.

## Leben
Mariangela Melato studierte Malerei an der Accademia di Brera in Mailand und betätigte sich als Plakat- und Kostümdesignerin. Ab 1957 arbeitete sie in unterschiedlichen Funktionen an verschiedenen Bühnen. 1956 bis 1957 ließ sie sich zur Schauspielerin ausbilden. Ihr Debüt als Theaterschauspielerin gab sie 1964 in dem von Luchino Visconti inszenierten Stück La monaca di Monza. Danach agierte sie bei Dario Fo am Teatro Stabile in Triest. Später war sie häufig in Aufführungen von Luca Ronconi zu sehen.
Ihre Filmkarriere begann erst 1969 mit kleineren Rollen. Bekannt wurde sie zu Beginn der 1970er Jahre besonders als erotische und heißblütige Hauptdarstellerin in Tragikomödien Lina Wertmüllers. Mehrmals war sie Partnerin von Giancarlo Giannini. In der zweiten Hälfte der 1970er-Jahre arbeitete sie unter verschiedenen arrivierten Regisseuren wie Claude Chabrol, Elio Petri und Luigi Comencini. Nach ihren Auftritten in den englischsprachigen Produktionen Flash Gordon (1980) als General Kala und Der ausgeflippte Professor (1981) als „drollige Sirene“ wandte sie sich wieder verstärkt dem Theater zu, unter anderem als Medea in Franz Grillparzers Das goldene Vlies.
1992 wirkte sie in Cristina Comencinis Giallo Netz der Vergangenheit mit. 1996 verkörperte sie für das Fernsehen in der sechsteiligen Miniserie Für Liebe und Gerechtigkeit eine auf die Verteidigung von Frauen spezialisierte, engagierte Rechtsanwältin. 2005 spielte sie in Carlo Venturas Komödie Vieni via con me das weibliche Oberhaupt einer italienischen Einwandererfamilie in Utica, New York. 2008 war sie in einer italienischen Fernsehadaption des 1940 von Alfred Hitchcock für das Kino verfilmten Romans Rebecca von Daphne du Maurier in der Rolle der Haushälterin „Mrs. Danvers“ zu sehen.
Mariangela Melato war 1983 Jurymitglied bei den Internationalen Filmfestspielen von Cannes und 1989 bei den Internationalen Filmfestspielen von Venedig.

## Filmografie (Auswahl)
- 1971: Priester – Du sollst nicht ohne Liebe leben (Il prete sposato)
- 1971: Der schielende Heilige (Per grazie ricevuta)
- 1971: Das Syndikat (La polizia ringrazia)
- 1971: Der Weg der Arbeiterklasse ins Paradies (La classe operaia va in paradiso)
- 1972: Gewalt – die fünfte Macht im Staat (La violenza: quinto potere)
- 1972: Mimi, in seiner Ehre gekränkt (Mimì metallurgico ferito nell’onore)
- 1972: Das Syndikat (La polizia ringrazia)
- 1972: Lo chiameremo Andrea
- 1973: Liebe und Anarchie (Film d’amore e d’anarchia – Ovvero “Stamattina alle 10 in via dei Fiori nella nota casa di tolleranza…”)
- 1974: Hingerissen von einem ungewöhnlichen Schicksal im azurblauen Meer im August (Travolti da un insolito destino nell’azzurro mare d’agosto)
- 1974: Moses (Mosè) (Fernseh-Miniserie)
- 1974: Nada
- 1974: La poliziotta
- 1974: Der Rücksichtslose (Par le sang des autres)* 1976: Todo modo
- 1976: Caro Michele
- 1977: Strandgeflüster (Casotto)
- 1977: Der Kater läßt das Mausen nicht (Il gatto)
- 1979: Vergiß Venedig (Dimenticare Venezia)
- 1980: Tele Vaticano – Das Auge des Papstes (Il pap’occhio)
- 1980: Flash Gordon (Flash Gordon)
- 1981: Der ausgeflippte Professor (So Fine)
- 1985: Absturz in die Hölle (Figlio mio infinitamente caro...)
- 1986: Reich und gnadenlos (Notte d’estate con profilo greco, occhi a mandorla e odore di basilico)
- 1987: Giselle – Dancers (Dancers)
- 1989: Es leben die Toten (Mortacci)
- 1991: Marianna, Lehrerin mit Leidenschaft (Una vita in gioco)
- 1993: Netz der Vergangenheit (La fine è nota)
- 1995: Love Twist (Due volte vent anni)
- 1996: Für Liebe und Gerechtigkeit (L’avvocato delle donne) (Fernsehserie)
- 1999: Un uomo perbene
- 2005: Vieni via con me
- 2008: Rebecca, la prima moglie (Fernsehen)

## Auszeichnungen
- 1972: David (Spezialpreis)
- 1972: Nastro d’Argento für ihre Rolle in Der Weg der Arbeiterklasse ins Paradies
- 1973: Nastro d’Argento für ihre Rolle in Mimi – in seiner Ehre gekränkt
- 1975: David für ihre Rolle in La poliziotta
- 1977: Nastro d’Argento für ihre Rolle in Caro Michele
- 1977: David für ihre Rolle in Caro Michele
- 1978: David für ihre Rolle in Il gatto
- 1979: Nastro d’Argento für ihre Rolle in Vergiß Venedig
- 1981: David für ihre Rolle in Aiutami a sognare
- 1981: Nastro d’Argento für ihre Rolle in Aiutami a sognare
- 1986: Goldene Medaille der Stadt Rom
- 2000: Goldener Teller 2000